# Bernard 200
Le Bernard 200 est un avion de tourisme réalisé en France en 1932 par la Société des Avions Bernard.